# زلزال جزر الملوك 2023
ضرب زلزال بقوة 7.5 أو 7.6 على مقياس ريختر تانيمبار في جزر الملوك بإندونيسيا على عمق 105.1 كيلومترا يوم العاشر من يناير 2023. حتى تاريخ وقوع هذا الزلزال يعد أقوى زلازل 2023.

## الوضع التكتوني
تعج منطقة شمال جزر الملوك بالفوالق التكتونية المندسة والمنزلقة. تعد الزلازل التي يزيد عمق بؤرها عن 60 كيلومترا غير مرشحة لتوليد موجات تسونامي. فعلى سبيل المثال، ضرب زلزال تقدر قوته بين 8.5 و 8.6 على مقياس ريختر نفس المنطقة سنة 1938 لكنه سبب تسونامي صغيرا نسبيا[1.5 م (5 قدم)]. ضرب زلزال آخر المنطقة سنة 1963 بقوة 8.1 على مقياس ريختر على بعد 37 كـم (23 ميل) غربا. و ضرب آخر زلزال قوي المنطقة قبل في شهر ديسمبر 2021 بقوة 7.3 على مقياس ريختر 
شهدت المنطقة عدة زلازل تتراوح شدتها بين الخفيفة و القوية سنوات 1920 و 1995 و 2006 و 2009.

## الحدث
وقع زلزال الساعة 02:47 بالتوقيت المحلي قدرت قوته بما يعادل 7.5 على مقياس ريختر حسب معطيات وكالة الأرصاد الجوية وعلم المناخ والجيوفيزياء الإندونيسية. بينما صرحت هيئة المسح الجيولوجي الأمريكية والمركز الأوروبي لمسح الزلازل أن قوة الزلزال بلغت 7.6 درجات على مقياس ريختر. حددت بؤرة الزلزال على بعد 430 كـم (270 ميل) جنوب شرق و 341 كـم (212 ميل) جنوب غرب مدينة توال.

### شدة الزلزال
حسب معطيات وكالة الأرصاد الجوية وعلم المناخ والجيوفيزياء الإندونيسية فإن شدة الزلزال المحسوسة بلغت المستوى السادس (قوي) في بعض مناطق يامندا الإندونيسية،  و المستوى الخامس (متوسط) في بلدة سامولاكي. تم الشعور بالزلزال بالمستوى الرابع (خفيف) في مدن سورونغ وكايمانا و واينغابو ووايجيلو وجزر آلور وليمباتا.

### التسونامي المصاحب للزلزال
أصدرت كالة الأرصاد الجوية وعلم المناخ والجيوفيزياء الإندونيسية تحذير تسونامي للمنطقة قبل أن تقوم بإلغائه لاحقا. كما أصدرت السلطات في تشيلي والإكوادور توضيحا بعدم وجود أي خطر تسونامي محتمل.

بلغ علو أعلى موجة تسونامي مرتبطة بهذا الزلزال في شاطئ سيرا بجزر تانيمبار.

### الأثار الأرضية
توجد تقارير عن ظهور "جزيرة" من البحر بعد وقت قصير من حدوث الزلزال. أدت هذه التقارير لحدوث حالة من الرعب بين السكان المحليين وإخلاء أحد القرى القريبة. صرح المسئولون المحليون أن هذه الظاهرة قد تكون نتيجة لتفجر بركان طيني، وأن ظواهر مماثلة قد رصدت في عدة مناطق في العالم بعد حصول الزلازل كزلزال بلوشستان سنة 1945 و زلزال توكشاي سنة 1952 وزلزال منغوليا سنة 1957 وزلزال وتسونامي المحيط الهندي 2004 وزلزال بلوشستان سنة 2013.

## الأضرار
تسبب الزلزال في مقتل غواص بعد أن أصيب بحجارة وشعاب مرجانية متطايرة أثناء قيامه بالغوص. بينما أصيب أربع أشخاص آخرون أثناء الحادثة. أدى الزلزال إلى انهيار 15 منزلا بينما تعرض ما يقارب 203 منازل لأضرار طفيفة و 15 منزلا لأضرار شديدة في جزر تانيمبار.
بينما تضرر ما يقرب من 344 منزلا و ثلاث مدارس في ولاية جنوب غرب جزر الملوك المجاورة، وأصيب 7 أشخاص.
تضرر ما لايقل عن مدرستين إنهارت إحداهما بالكامل و سبع وحدات صحية و اثني عشرة كنيسة وثمان مبان حكومية جراء الزلزال و تعرض ثلاث منازل لضرر طفيف في مدينة سيلارو. كما تضرر فندق كان يقطن به رئيس إندونيسيا بشكل كبير. علاوة على ذلك فقد شهدت شبكة الكهرباء إنقطاعات متعددة.
دمر مقطع طرقي بطول 300 م (1,000 قدم) في ولاية جنوب تيمور مؤديا لإنقطاع المواصلا ت وقطع خمس قرى عن العالم. كما أدى الزلزال لتشريد ما يقارب من 400 شخص.
شعر السكان في تيمور الشرقية وشمال أستراليا. تقول بعض التقارير أن الهزة الأرضية كانت قوية وطويلة المدة، بينما أفاد بعض الشهود بأنهم سمعو صوت الأرض وأن منازلهم إهتزت بالكامل.